# Servaea obscura
Servaea obscura is een spinnensoort in de taxonomische indeling van de springspinnen (Salticidae).
Het dier behoort tot het geslacht Servaea. De wetenschappelijke naam van de soort werd voor het eerst geldig gepubliceerd in 1915 door William Joseph Rainbow.